# Nawaf Salam
Nawaf Abdallah Salim Salam (árabe: نوّاف عبد الله سليم سلام; Beirute, 15 de dezembro de 1953) é um político, diplomata, jurista e acadêmico libanês que serve atualmente como primeiro-ministro do Líbano desde 8 de fevereiro de 2025.
Salam já fez parte do Tribunal Internacional de Justiça (CIJ) por um mandato de nove anos, começando em 2018, e também serviu como Embaixador e Representante Permanente do Líbano na Organização das Nações Unidas em Nova Iorque de 2007 a 2017, período em que ocupou os cargos de Presidente do Conselho de Segurança e Vice-Presidente da Assembleia Geral. Em 2024, foi eleito o 27º presidente do CIJ, tornando-se o segundo árabe e o primeiro juiz libanês a ocupar o cargo. Ele renunciou ao tribunal depois que o Parlamento do Líbano o nomeou primeiro-ministro.
Ele é de uma proeminente família política sunita. Estudou na França e nos Estados Unidos. Trabalhou como professor universitário e advogado.